# Gonomyia longifimbriata
Gonomyia longifimbriata är en tvåvingeart som beskrevs av Alexander 1934. Gonomyia longifimbriata ingår i släktet Gonomyia och familjen småharkrankar. Inga underarter finns listade i Catalogue of Life.